# Želeč (Boêmia do Sul)
Želeč é uma comuna checa localizada na região da Boêmia do Sul, distrito de Tábor.